# Isobutanolamine
Isobutanolamine is een organische verbinding met als brutoformule C4H11NO. De stof komt voor als kleurloze kristallen, die mengbaar zijn met water.

## Toxicologie en veiligheid
De stof ontleedt bij verbranding, met vorming van giftige dampen van onder andere stikstofoxiden. De oplossing in water is een matig sterke base. Isobutanolamine reageert met sterke zuren en sterk oxiderende stoffen.
De stof is corrosief voor de ogen en sterk irriterend voor de huid. De aerosol is irriterend voor de luchtwegen.